# Stationendrama
Das Stationendrama ist eine Form des Dramas, in der die einzelnen Szenen oder Bilder lose aneinandergereiht und vor allem durch den Protagonisten des Stücks miteinander verbunden sind. Das Stationendrama gehört zur Form des offenen Dramas und steht im Gegensatz zum Aufbau eines klassisch in Akte gegliederten Regeldramas. Die einzelnen Stationen der Handlung stehen isoliert und gleichrangig nebeneinander, ohne aufeinander aufzubauen, eine kausale Ereigniskette oder einen kontinuierlichen Spannungsbogen zu bilden. 
Der Handlungsablauf bietet zumeist nur einen Pol und keine Gegenhandlung. Im Fokus steht die Hauptfigur, die von den anderen Figuren des Dramas deutlich abgegrenzt ist. Monologe des Protagonisten erhalten ein stärkeres Gewicht gegenüber Dialogen mit anderen Figuren. Die einzelnen Szenen werden zu Stationen seines Weges im realen Sinn eines Wanderungsdramas sowie im übertragenen Sinn seiner inneren Entwicklung.
Bereits die Mysterienspiele ab dem 14. Jahrhundert folgten in ihrem Ablauf einem Stationendrama. So wurden in den Passionsspielen die einzelnen Kreuzwegstationen der Passion Jesu von Nazaret nachvollzogen.
Für das Theater des Expressionismus prägend war das Stationendrama August Strindbergs, das er zuerst in Nach Damaskus (1898–1904) einsetzte und mit dem er später in Ein Traumspiel (1902) die Struktur eines Traumes nachzubilden versuchte. Die Form des Stationendramas wurde charakteristisch für das expressionistische Drama und findet sich in Stücken wie Von morgens bis mitternachts (1912) von Georg Kaiser oder Die Wandlung (1919) von Ernst Toller wieder. Auch Wolfgang Borchert griff mit Draußen vor der Tür (1947) auf diese Dramenform zurück. Peter Handkes Untertagblues (2003) genügte im doppelten Sinne seinem Untertitel Ein Stationendrama, indem die Stationen einer U-Bahn-Fahrt zu den Stationen des Monologs eines Fahrgasts wurden.